# PGC 22057
PGC 22057/LEDA 22057 ist eine Spiralgalaxie vom Hubble-Typ S im Sternbild Zwillinge. Sie ist schätzungsweise 633 Millionen Lichtjahre von der Milchstraße entfernt.
Die Typ-Ia-Supernova SN 2024PI wurde hier beobachtet.